# Ниедра, Андриевс
А́ндриевс Ние́дра (латыш. Andrievs Niedra; 23 января [8 февраля] 1871, Тирзская волость, Валкский уезд, Лифляндская губерния — 25 сентября 1942, Рига) — латвийский политик, писатель, публицист, пастор лютеранской церкви, с 10 мая по 29 июня 1919 года — премьер-министр прогерманского Временного правительства Латвии.

## Биография
Родился 23 января [8 февраля] 1871 года в Тирзской волости (Лифляндская губерния) в крестьянской семье. Учился в приходской школе, потом как экстерн окончил Митавскую гимназию. В 1890—1899 годах изучал теологию в Дерптском университете. Работал учителем богословия в Риге, одновременно был редактором и владельцем журнала «Austrums» (1903—1906) и литературным редактором в газете «Pēterburgas Avīzes». В публикациях в прессе призывал соотечественников к активной деятельности в любых отраслях, призывал развивать индивидуалистские устремления и, по собственному признанию, предпочитал писать о «великих индивидуумах». Но, будучи священником, не уставал апеллировать к авторитету Церкви, её тысячелетнему опыту.
В 1902 г. в Санкт-Петербурге в газетах, выходивших на латышском языке, появился цикл статей Ниедры, где он утверждал, что немецкая нация постепенно вырождается, что немцы вскоре вовсе вымрут. По данной причине Ниедра призывал латышских политиков отказаться от всяких контактов с немецкими деятелями.
Во время революции 1905 года обратился к политике, его общественная деятельность началась с участия в 1-м конгрессе народных учителей. Был против революции и считал, что та неизбежно потерпит поражение. В 1906—1908 годах был пастором в Матишском приходе, потом в Калснаве. В 1917 году стал одним из организаторов Латышского союза крестьян, членом правления партии.

### В период Гражданской войны в Латвии
В период Гражданской войны в Латвии, к апрелю 1919 года, Красной армии, в рядах которой были и латышские стрелки, удалось занять большую часть территории Латвии, за исключением небольшой области вокруг портового города Лиепаи, которая оставалась под контролем временного правительства Латвии, возглавляемого Карлисом Улманисом. Власть этого правительства и контроль над занятой им территорией преимущественно обеспечивали созданный остзейскими немцами Прибалтийский ландесвер и добровольческая Железная дивизия под командованием немецкого генерала фон дер Гольца, который сумел создать её из остатков оставшейся на левом берегу Даугавы 8-й армии Германии. Её солдатам Улманис обещал гражданство Латвии и земельные наделы. Объединенные силы насчитывали к апрелю 1919 года 15 тысяч штыков, из которых Отдельный латышский батальон под командованием Яниса Балодиса насчитывал 849 штыков. С этими силами фон дер Гольц смог освободить от большевиков всю Курляндию, однако дальнейшее наступление остановил. Это было связано с опасением, что Улманис, провозгласивший целью своего правительства конфискацию земель немецких баронов, использовав ландесвер и Железную дивизию, обманет их.
Поэтому 16 апреля 1919 года в Лиепае отряд балтийских немцев под командованием Ганса фон Мантейфеля сверг правительство Улманиса, которое эвакуировалось на пароход «Саратов», который вышел из Лиепайского порта и встал на якорь на рейде, где также стояли британские корабли. Когда Ниедра 24 апреля перешёл линию фронта и приехал в Лиепаю, он узнал, что избран главой нового кабинета министров. Отказавшись от должности, Ниедра выступил посредником между немцами и свергнутым Временным правительством: остзейцы предлагали отступить и признать кабинет Улманиса, если в правительстве будут и представители балтийских немцев. После безуспешного окончания переговоров Ниедра согласился возглавить новое правительство; официальной датой его вступления в полномочия считается 10 мая. В силе оставались все законы, принятые прежним кабинетом, продолжали работать госучреждения, а вооруженные силы заняли нейтральную позицию.
Таким образом, с апреля по июнь в Латвии было три правительства: правительство Улманиса, которое, находясь в море, не могло влиять на ход событий, так как ему подчинялась лишь созданная в Южной Эстонии под патронажем Эстонской армии Северолатвийская бригада; второе — в Лиепае, находившееся в зависимости от германского командования, и третье — советское — в занятой большевиками части Латвии.
После того, как 22 мая 1919 года отряды ландесвера (в том числе и латышские части, к маю уже бригада) и Железной дивизии выбили большевиков из Риги, правительство Ниедры переехало в латвийскую столицу. В июне, окончательно сокрушив силы большевиков, вооруженные силы правительства Ниедры у Вендена (Цесис) встретились с частями армии Эстонии (в составе которой была и т. н. Северолатвийская бригада, которая подчинялась кабинету Улманиса). Развернулся вооруженный конфликт — Цесисская битва — где немцы потерпели поражение. Правительство Ниедры прекратило своё существование 29 июня 1919 года. Ниедра был вынужден уехать в Германию.

### После Войны за независимость
Ниедра вернулся в Латвию в 1924 году и сразу был арестован и обвинен в измене Родине, а затем в сотрудничестве с Бермондтом-Аваловым. 18—23 сентября состоялся суд по обвинению в организации переворота. На суде Ниедра напомнил: «Не умные речи и договоры решают народную судьбу, а сила… В апреле 1919 года в Лиепае вся власть была в руках немецких войсковых частей. Рига стонала под большевиками. Вопрос был в том, как привести эти войска в Ригу».
Ниедра был осуждён на 3 года заключения. Через 2 года заключение заменили высылкой из страны. В декабре состоялся второй суд по поводу сотрудничества с Бермондтом — Ниедру оправдали. Судебный процесс имел большой резонанс в обществе и был воспринят весьма неоднозначно. Ниедра был депортирован из страны и поселился в германской провинции Восточная Пруссия, где принял немецкое гражданство. Был пастором, писал пьесы и мемуары.
После оккупации Латвии нацистской Германией в 1941 году вернулся в Ригу, где скончался 25 сентября 1942 года, похоронен в Риге на Лесном кладбище.

## Оценки деятельности Ниедры
Традиционно в латышской историографии Андриевс Ниедра расценивается как изменник Родины, помогавший немцам в противостоянии с борцами за государственную независимость Латвии. В последние десятилетия его роль в истории активно пересматривается.
Отдельные историки видят в деятельности Ниедры прагматизм, которым тот руководствовался во благо латышского народа. Так, например, латвийский историк Арис Пуриньш, автор книги об Андриевсе Ниедре, объясняет сотрудничество с немцами естественным страхом перед победой большевиков в Гражданской войне в России, а также принятием демократической Российской республики в качестве единственного гаранта достойного существования латышской нации и свободного развития латышской культуры. По мнению Пуриньша, Ниедра видел опасность в существовании слабого, пусть де-факто независимого латвийского государства, управляемого социал-демократами, в которых он видел союзников большевиков и считал их одними из главных виновников Октябрьского переворота в России. Пуриньш считает, что Ниедра предрекал Латвии как слабому, но независимому государству скорый крах и порабощение одним из сильных соседей, будь то Советская Россия или Германия. В этом Ниедра не ошибся и даже сумел убедиться в правоте своих опасений, когда стал свидетелем присоединения латвийского государства к Советскому Союзу, а через год — к нацистской Германии.
Современные русские публицисты правых взглядов, в частности Вольфганг Акунов, Сергей Маньков, оценивают деятельность Ниедры как прорусскую и проимперскую, не противоречащую легитимизму, и отмечают отсутствие у него республиканских убеждений.